# Amulett (roman)
Amulett är den chilenske författaren Roberto Bolaños sjätte roman. Den gavs ursprungligen ut på spanska 1999 med originaltiteln Amuleto, och publicerades på svenska 2011 i översättning av Lena E. Heyman 2011. Romanen följer genom en kvinnas röst Latinamerikas melankoli och våldsamma historia. Kvinnan gömmer sig undan armén på universitetet i Mexico City, där hon under tolv dagar minns sitt liv.